# Uzyn
Uzyn (ukrajinsky Узин; rusky Узин – Uzin) je město v Kyjevské oblasti na Ukrajině. Leží jižně od Kyjeva a východně od Bílé Cerekve, městem je od roku 1971. Ve městě žije přibližně 12 tisíc obyvatel.
Je zde celostátně významný cukrovar.

## Rodáci
- Pavlo Romanovyč Popovyč (1930–2009), první sovětský kosmonaut ukrajinské národnosti